# دانشگاه گریگوری
دانشگاه گریگوری (ایتالیایی: Pontificia Università Gregoriana) یک آموزش عالی کلیسایی (دانشگاه غیررسمی) است که در رم، ایتالیا واقع شده‌است.